# Hartmannsdorf bei Kirchberg
Hartmannsdorf bei Kirchberg (früher auch: Hartmannsdorf bei Saupersdorf) ist eine Gemeinde im südlichen Teil des westsächsischen Landkreises Zwickau. Sie gehört seit 1999 zur Verwaltungsgemeinschaft Kirchberg.

## Geographie

### Geographische Lage
Hartmannsdorf liegt im Naturraum Westerzgebirge im Tal des Rödelbachs zwischen Kirchberger Granitgebiet und Hartmannsdorfer Forst.  Der Hirschenstein im Hartmannsdorfer Forst ist mit 610,4 m die höchste Erhebung der Gemeinde und des Landkreises Zwickau. Am Südostrand der Hartmannsdorfer Ortsflur, welche in diesem Bereich gleichzeitig die Grenze des Landkreises Zwickau zum Erzgebirgskreis bildet, befindet sich der Filzteich, welcher wie das daneben befindliche KiEZ "Am Filzteich" teilweise in der Gemarkung Hartmannsdorf liegt.
Schneeberg liegt 6 km östlich, Zwickau 17 km nördlich und Reichenbach 18 km westlich.

### Nachbargemeinden und -orte
| Stadt Kirchberg im Landkreis Zwickau      |                                             | Gemeinde Langenweißbach im Landkreis Zwickau |
| Gemeinde Crinitzberg im Landkreis Zwickau | Kompassrose, die auf Nachbargemeinden zeigt | Stadt Schneeberg im Erzgebirgskreis          |
|                                           | Gemeinde Stützengrün im Erzgebirgskreis     |                                              |

| Leutersbach | Saupersdorf                                 | Burkersdorf |
| Lauterhofen | Kompassrose, die auf Nachbargemeinden zeigt | Lindenau    |
| Obercrinitz | Bärenwalde                                  | Neustädtel  |

### Gemeindegliederung
Der Ortsteil Hartmannsdorf befindet sich im Tal des Rödelbachs am Westrand des Hartmannsdorfer Forstes, in dem lange Zeit Torf gestochen wurde. An der Straße in den Torfstich des Hochmoores Jahnsgrün befinden sich zwei Häuser, die zur ehemals größeren Siedlung Jahnsgrün gehören. Der Ortsteil Giegengrün liegt weiter westlich im Tal des Giegengrüner Bachs.

### Eingemeindungen
1996 wurde Giegengrün eingemeindet.

## Geschichte

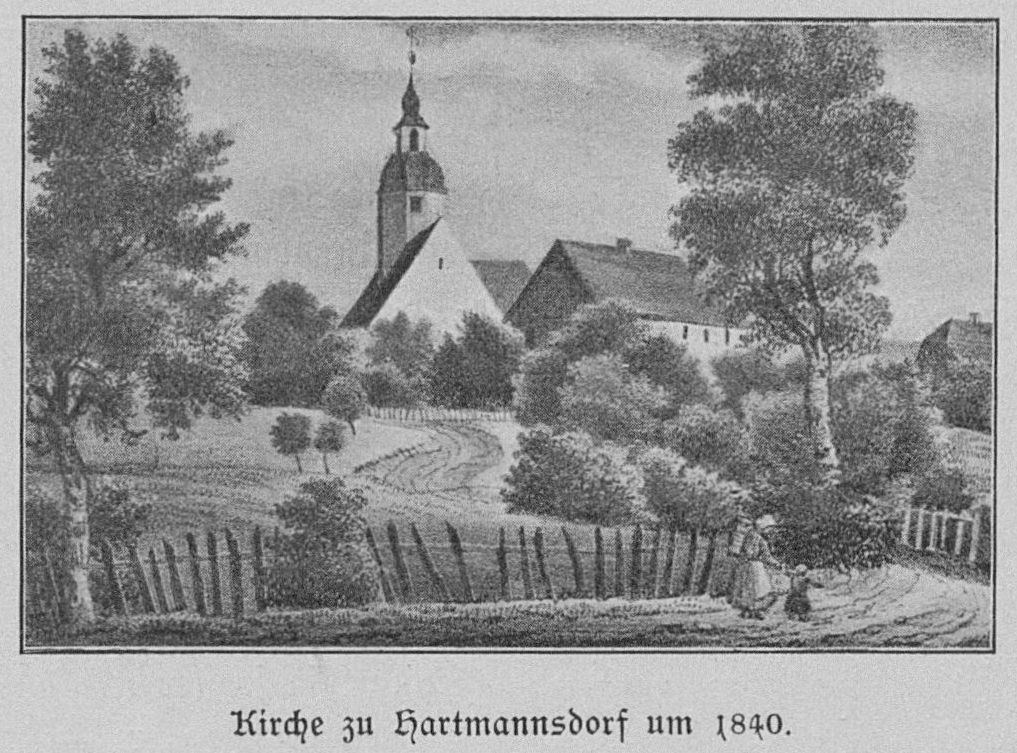
Kirche in Hartmannsdorf um 1840

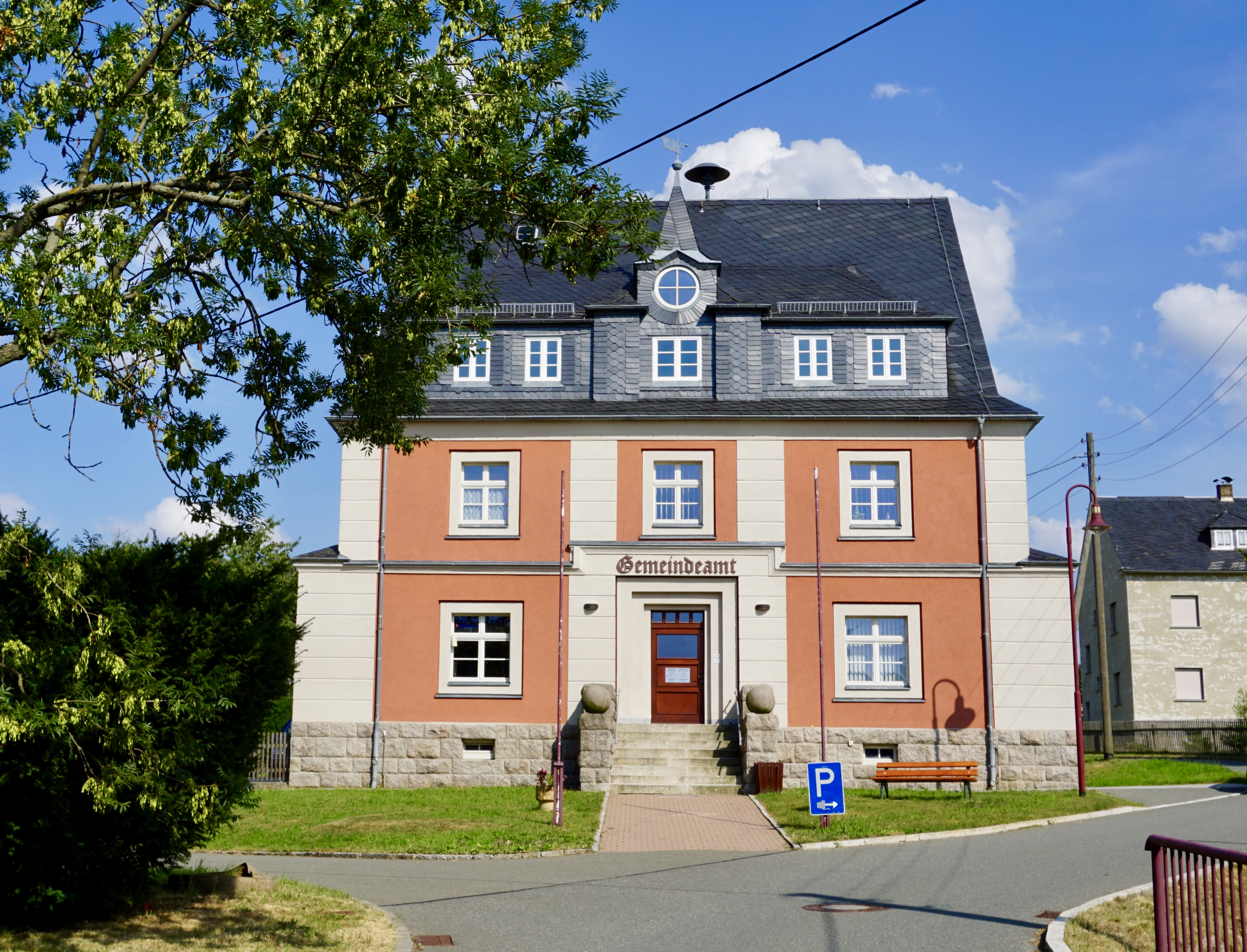
Gemeindeamt Hartmannsdorf bei Kirchberg

Hartmannsdorf wurde 1316 erstmals urkundlich erwähnt. Die Besiedelung der Region begann im Rahmen des aufblühenden Bergbaus im Hohen Forst.
Um 1318 wird Kirchberg selbständige Kirchgemeinde, wozu von Beginn an auch die Hartmannsdorfer Feldkapelle gehört.
Hartmannsdorf gehörte 1606 zum Amt Zwickau und ab 1764 zum Amt Wiesenburg, das 1843 in „Amt Kirchberg“ umbenannt wurde. 1836 berichtete das Neue alphabetische Orts-Verzeichnis des Königreichs Sachsen über Hartmannsdorf, in 138 Wohngebäuden lebten 1024 Einwohner. Durch das Forstamt zur Verwaltung des herrschaftlichen Wiesenburger Waldes, hatte der Ort eine Sonderstellung in der Herrschaft Wiesenburg. 1856 kam der Ort zum Gerichtsamt Kirchberg und gehörte seit 1875 zur Amtshauptmannschaft Zwickau, deren Nachfolger der Landkreis Zwickau war. Zur Unterscheidung von Hartmannsdorf bei Werdau hieß der Ort damals Hartmannsdorf bei Saupersdorf. Im Jahr 1996 kam der bis dahin zu Leutersbach gehörende Ort Giegengrün zu Hartmannsdorf.  Hartmannsdorf ist Geburtsort von Christoph Graupner.

## Religionsgemeinschaften
Zur evangelisch-lutherischen Kirchgemeinde Hartmannsdorf gehören die Orte Hartmannsdorf mit Jahnsgrün und Giegengrün. Schwesterkirche ist die Gemeinde in Bärenwalde. Weiterhin gibt es im Ort eine Gemeinde der Landeskirchlichen Gemeinschaft und der evangelisch-methodistischen Kirche.

## Politik

### Gemeinderat
Seit der Gemeinderatswahl am 9. Juni 2024 verteilen sich die 11 Sitze des Gemeinderates folgendermaßen auf die einzelnen Gruppierungen:
- CDU: 10 Sitze
- AfD: 1 Sitz (ein Sitz bleibt mangels Kandidaten unbesetzt)

| Gemeinderat ab 2024Insgesamt 11 Sitze - CDU: 10 - AfD: 1 Die AfD kann einen Sitz nicht besetzen. Der Gemeinderat verkleinert sich entsprechend. | Vorschlag       | 2024   | 2024   | 2019   | 2019   | 2014   | 2014   |
| Gemeinderat ab 2024Insgesamt 11 Sitze - CDU: 10 - AfD: 1 Die AfD kann einen Sitz nicht besetzen. Der Gemeinderat verkleinert sich entsprechend. | Vorschlag       | Sitze  | in %   | Sitze  | in %   | Sitze  | in %   |
| Gemeinderat ab 2024Insgesamt 11 Sitze - CDU: 10 - AfD: 1 Die AfD kann einen Sitz nicht besetzen. Der Gemeinderat verkleinert sich entsprechend. | CDU             | 10     | 82,9   | 11     | 88,1   | 11     | 86,1   |
| Gemeinderat ab 2024Insgesamt 11 Sitze - CDU: 10 - AfD: 1 Die AfD kann einen Sitz nicht besetzen. Der Gemeinderat verkleinert sich entsprechend. | AfD             | 1      | 17,1   | –      | –      | –      | –      |
| Gemeinderat ab 2024Insgesamt 11 Sitze - CDU: 10 - AfD: 1 Die AfD kann einen Sitz nicht besetzen. Der Gemeinderat verkleinert sich entsprechend. | Linke           | –      | –      | 1      | 11,9   | 1      | 13,9   |
| Gemeinderat ab 2024Insgesamt 11 Sitze - CDU: 10 - AfD: 1 Die AfD kann einen Sitz nicht besetzen. Der Gemeinderat verkleinert sich entsprechend. | Wahlbeteiligung | 76,5 % | 76,5 % | 69,1 % | 69,1 % | 59,7 % | 59,7 % |

### Bürgermeister
Bürgermeisterin war von 1990 bis November 2007 die Landtagsabgeordnete Kerstin Nicolaus (CDU). Nach einer Verurteilung wegen Betrugs erfolgte ihre Suspendierung seitens des Regierungspräsidiums Chemnitz. Bei den Kommunalwahlen im Juni 2008 wurde Nicolaus, die sich offiziell nicht wieder um das Amt beworben hatte, mit mehr als 70 % der Stimmen erneut zur Bürgermeisterin gewählt. Auch im Jahr 2015 wurde sie nach Ablauf der Amtsperiode wiedergewählt.
Im Juni 2021 gab Kerstin Nicolaus bekannt, dass sie ihr Amt nach 31 Jahren zur Verfügung stellen wolle. Am 26. September 2021 wurde Christfried Nicolaus (CDU) mit 95,8 % der Stimmen zum neuen Bürgermeister der Gemeinde Hartmannsdorf gewählt.
| Wahl | Bürgermeister        | Vorschlag       | Wahlergebnis (in %) |
| ---- | -------------------- | --------------- | ------------------- |
| 2021 | Christfried Nicolaus | CDU             | 95,8                |
| 2015 | Kerstin Nicolaus     | CDU             | 97,3                |
| 2008 | Kerstin Nicolaus     | Einzelvorschlag | 70,5                |
| 2001 | Kerstin Nicolaus     | CDU             | 99,2                |
| 1994 | Kerstin Nicolaus     | CDU             | 90,7                |

## Gedenkstätten
Auf dem Ortsfriedhof befinden sich die Grabstätte und ein Gedenkstein für die NS-Gegner Ernst Georg Enderlein und Max Emil Haufe, die im März 1933 von SA-Männern überfallen, misshandelt und erschlagen wurden.

## Kultur und Sehenswürdigkeiten

### Kirche

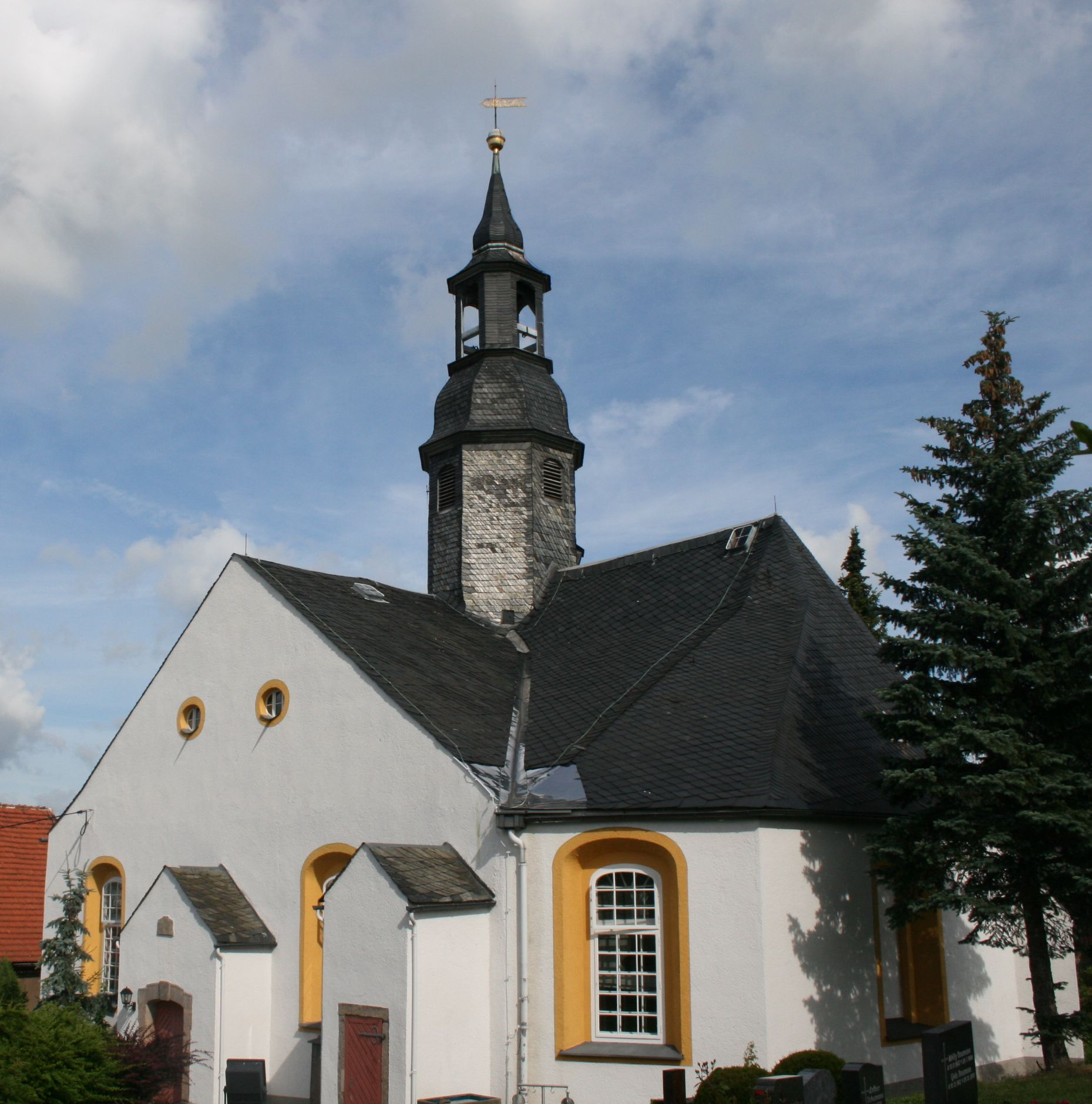
Kirche in Hartmannsdorf

Die evangelische Pfarrkirche von Hartmannsdorf wurde früher mit dem Zusatz „zu Johannis Enthauptung“ bezeichnet. Dieser Zusatz ist heute ungebräuchlich, mit ihm sollte ausgedrückt werden, dass sie Johannes dem Täufer geweiht ist.
Zur Entstehungszeit der ersten Kirche gibt es verschiedenen Angaben: Sie wird verschiedentlich als im 15. oder 16. Jahrhundert entstanden beschrieben. In Dehios Kunstführer heißt es im Band Sachsen II, die Saalkirche bestehe vermutlich seit Mitte des 13. Jahrhunderts. Als gesichert kann dies gelten: Die erste Kirche war schon im Jahr 1529 vorhanden. Bei der ersten Kirchenvisitation in Sachsen nach Beginn der Reformation im Januar/Februar des Jahres 1529 wurde festgestellt, dass Hartmannsdorf zwar noch keinen eigenen Pfarrer hatte und kirchlich zu Kirchberg gehörte, aber bereits eine Kirche gebaut war.
Der ältere Teil der Kirche ist im spätgotischen Stil entstanden. Im Altar aus dem Jahr 1969 sind alte Plastiken untergebracht, nämlich Altarfiguren von Peter Breuer. Sie werden auf 1511/1512 datiert: in der Predella die Geburt Christi, im Schrein eine Mondsichelmadonna mit heiliger Barbara und heiliger Margareta und in den Flügeln Anna Selbdritt und Katharina. Dehio schreibt die Wandmalereien auf der Nordseite der zweiten Hälfte des 15. Jahrhunderts zu. Der dachhohe Anbau nach Süden entstand 1750. Er vergrößerte den Kirchenraum und veränderte insbesondere die Südseite deutlich, war aber wegen der gewachsenen Bevölkerungszahl notwendig geworden. Die Kirche hat keinen Turm. Der Dachreiter mit Haube und Laterne ist aber turmartig gestaltet und sehr prägnant.
Wegen notwendiger Bauarbeiten ist die Kirche für eine längere Zeit nicht nutzbar. Kirchliche Veranstaltungen finden in der Bärenwalder Kirche statt. Notsicherung, Dekontamination und Voruntersuchungen für die Sanierungs- und Bauarbeiten sind nach dem Stand von Februar 2018 abgeschlossen. Hierfür wurden um 92.000 Euro aufgewendet. Wesentlicher Grund für die Sperrung der Kirche ist ein Befall mit Hausschwamm. Schon Weihnachten 2017 konnte kein Gottesdienst mehr in der Kirche abgehalten werden. Eine Grundsanierung der Kirche wurde 2020 abgeschlossen.

### Naturdenkmäler
Im Hartmannsdorfer Forst konnten sich viele Tier- und Pflanzenarten in ihrer ursprünglichen Form erhalten. Das Hochmoor Jahnsgrün stellt eine Besonderheit aufgrund seiner geographischen Lage in den niedrigeren Lagen des Westerzgebirges dar. Vergleichbare Hochmoore finden sich im Erzgebirge nur in den Kammlagen. Das Gebiet um das Hochmoor steht seit 1995 unter Naturschutz und wurde 2010 in das Naturschutzgebiet „Heide und Moorwald am Filzteich“ integriert, welches auch das Quellgebiet des Filzbachs und die Hartmannsdorfer Seite des Filzteichs umfasst.
- Siehe auch: Liste der Naturdenkmale in Hartmannsdorf bei Kirchberg

### Sport und Freizeit

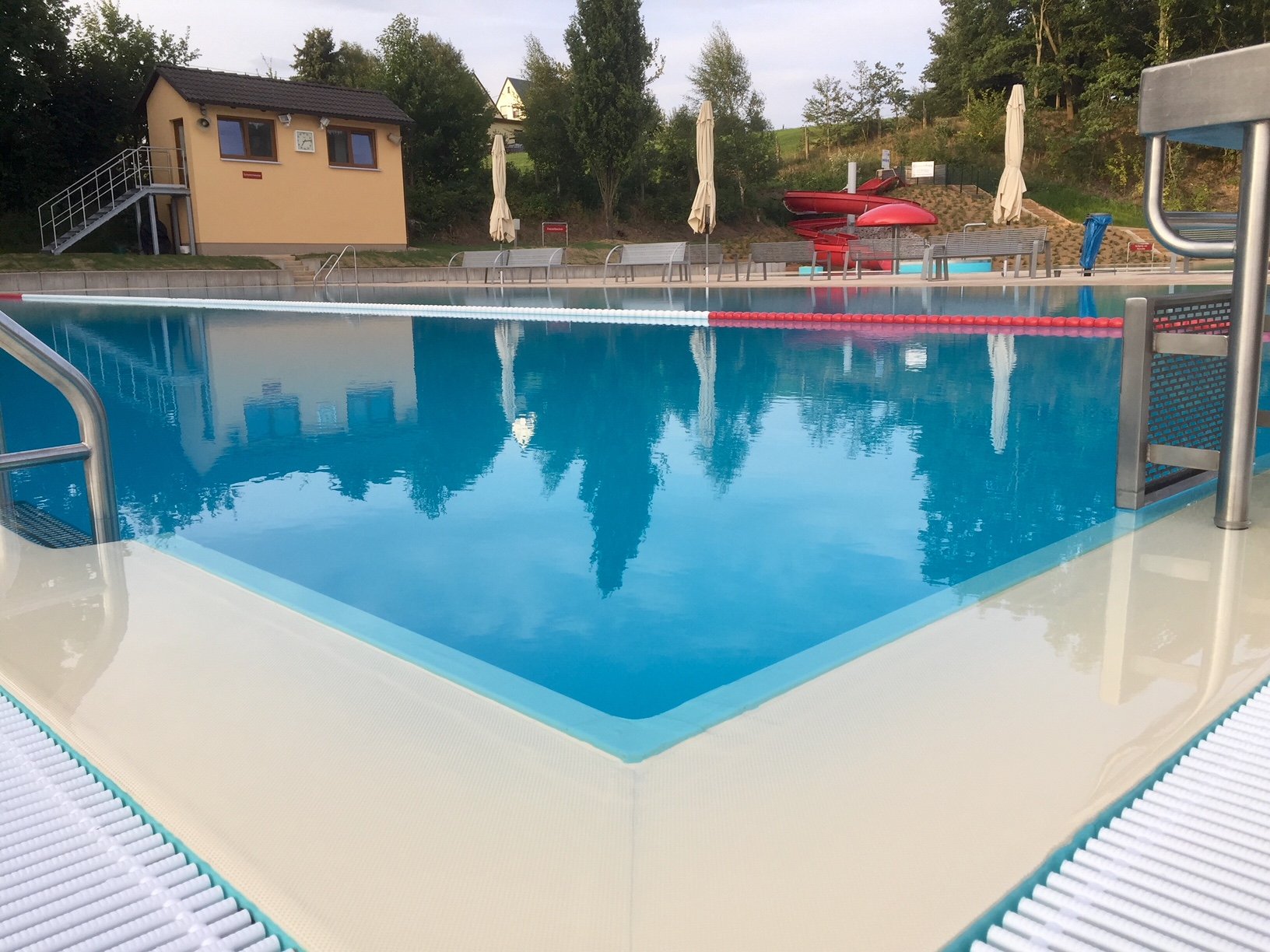
Freibad in Hartmannsdorf

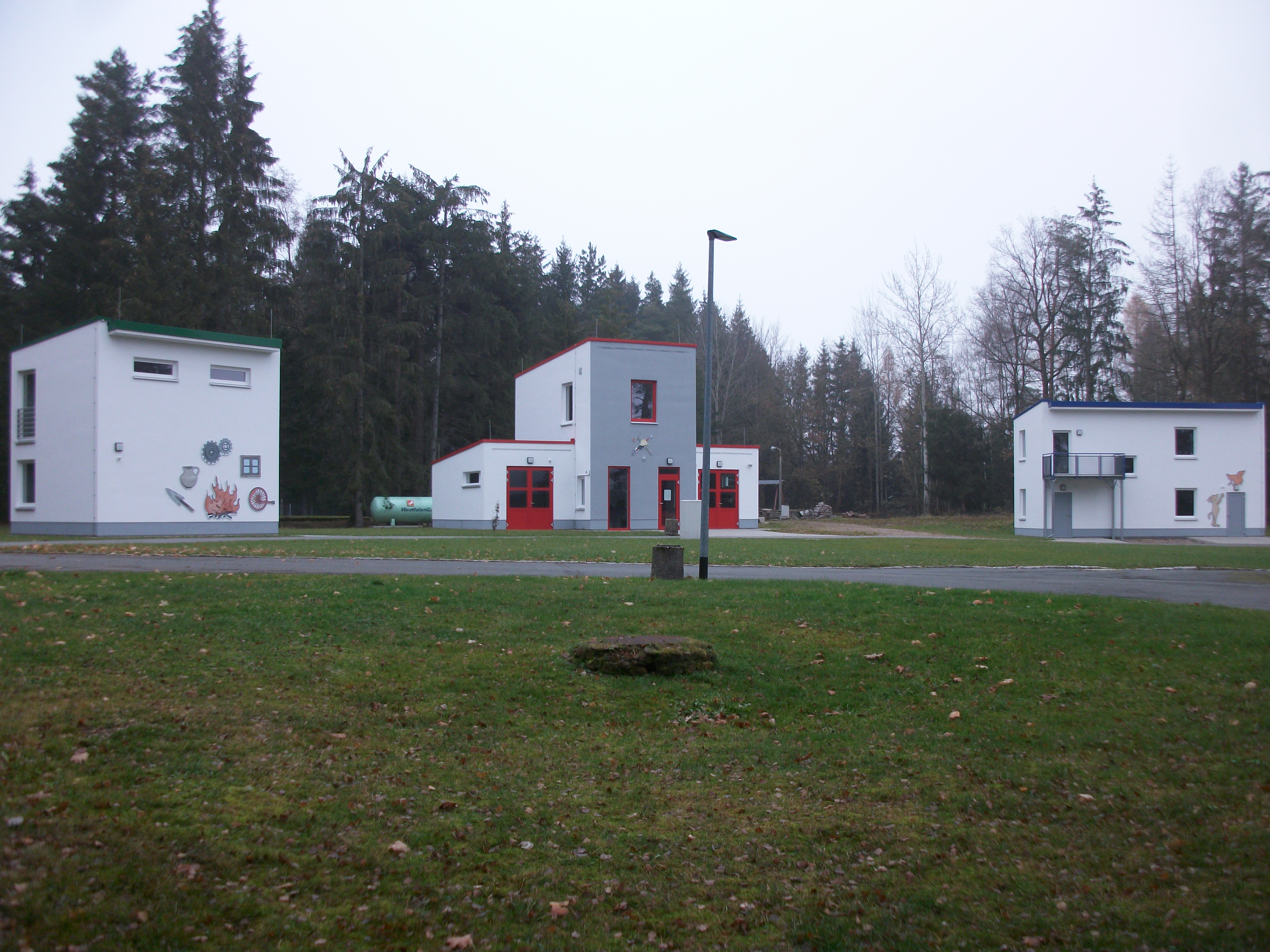
Floriansdorf im KiEZ „Am Filzteich“ (Hartmannsdorf bei Kirchberg)

In Hartmannsdorf gibt es viele unterschiedliche Möglichkeiten zur Freizeitgestaltung und sportlichen Betätigung. Der Hartmannsdorfer Forst ist ein mit Wander- und Radwegen erschlossenes Naherholungsgebiet, in dem einmal jährlich der Nordic Walking Volkslauf stattfindet. In der Ortsmitte befindet sich ein Sport- und Freizeitzentrum, zu welchem ein Kunstrasenplatz mit Sozialgebäude und Fitnessstudio sowie einem Bolzplatz gehören. Diese werden durch den FV Blau-Weiß Hartmannsdorf e. V. betrieben. Sie liegen in unmittelbarer Nachbarschaft zum 1972 errichteten Hartmannsdorfer Freibad, dass 1994 sowie 2017 umfassend saniert und modernisiert wurde. Am nördlichen Ortseingang befindet sich eine Turnhalle, die vom Sportverein und der Grundschule genutzt wird.
Neben dem Strandbad Filzteich in Schneeberg wurde während der DDR-Zeit das Pionierlager „Wilhelm Pieck“ errichtet, das heute als Kinder- und Jugenderholungszentrum KiEZ „Am Filzteich“ betrieben wird und teilweise in der Flur der Gemeinde Hartmannsdorf liegt. Im Hartmannsdorfer Teil wurde am 13. Oktober 2020 ein Floriansdorf eröffnet.
Hartmannsdorf hat ein vielfältiges Vereinsleben:
- FV Blau-Weiß Hartmannsdorf e. V. (Sport)[23]
- Feuerwehrverein e. V.
- FireAbend e. V. (Veranstaltungen im ehemaligen Bahnhof Oberhartmannsdorf, Kinderklamottenbasar)
- Heimatfreunde Hartmannsdorf e. V. (Traditionspflege)
- DRK-Ortsverein Hartmannsdorf
- Rassegeflügelverein Hartmannsdorf e. V.
- Volkschor „Liederkranz“ e. V. (gegründet 1864)
- EC Jugendbund Hartmannsdorf (Evangelischer Jugendbund)
- Ländlicher Reit- und Fahrverein „Am Sonnenberg“ e. V. (Jahnsgrün, Reiterhof Weiser)[24]
- Erzgebirgischer Kulturverein „Glück auf! Hartmannsdorf“ e. V.[25]

### Montanregion Erzgebirge
Die Bergbaulandschaft Hoher Forst und der Filzteich im Hartmannsdorfer Forst sind Bestandteile der Montanregion Erzgebirge/Krušnohoří, die seit 2019 zum UNESCO-Welterbe gehört.

## Wirtschaft und Infrastruktur

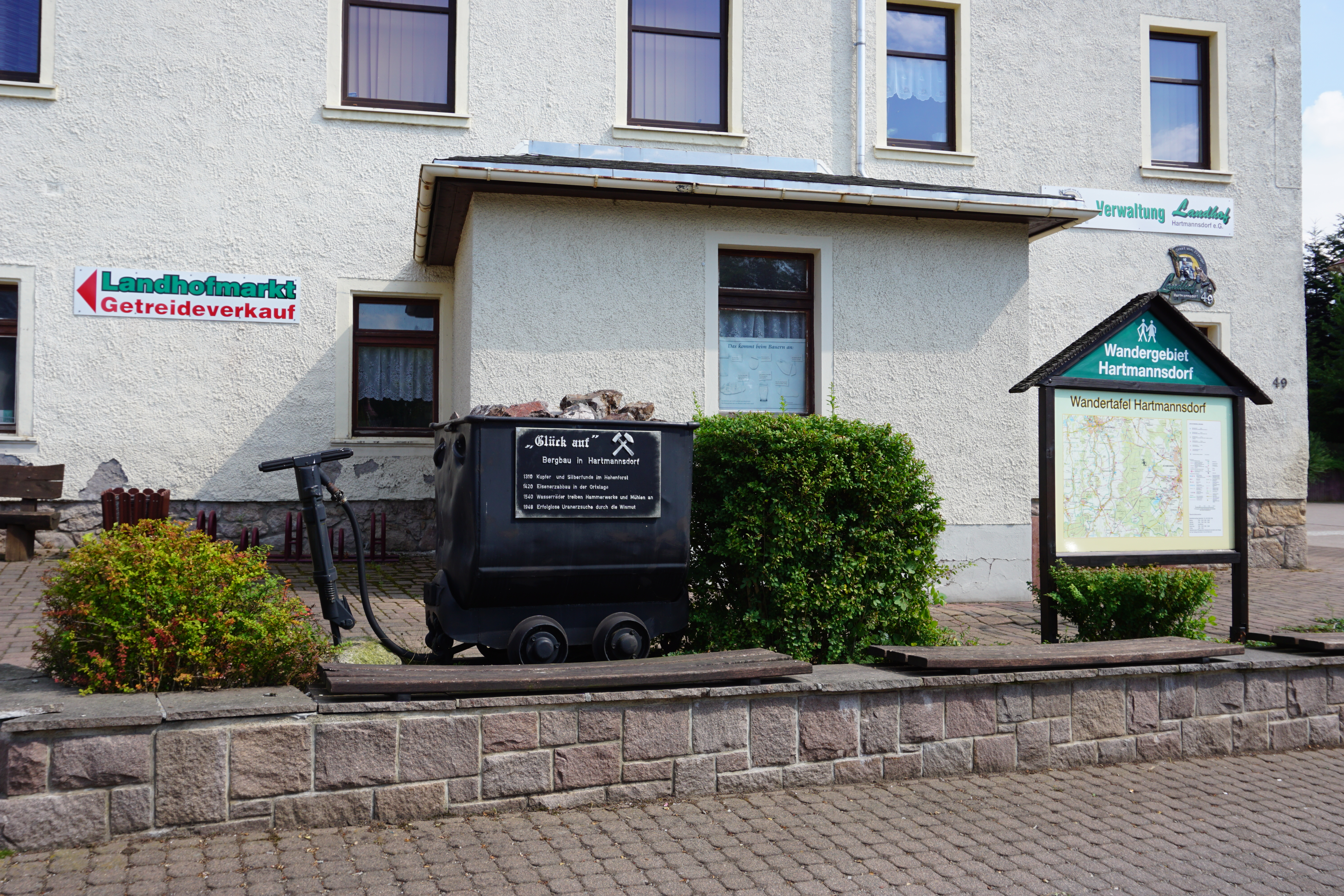
Hunt vor der ehemaligen Hammerschänke

Im Jahr 1460 entstand eine Hammerschmiede, die das dortige Eisenerz nutzte. Dieser Hammer wurde um 1600 in eine Papiermühle umgewandelt. Im Jahr 1659 wurde durch den Besitzer Gärtner erneut ein Hammerwerk errichtet, es wurde meist als Wolfsthaler Hammer bezeichnet. 1667 war Wolf Gerber oder Gärtner der Besitzer des Hammers, für den 1664 ein Privileg erteilt worden war. Zwischen 1600 und 1700 lag die Hochphase des Erzbergbaus in Hartmannsdorf. Als Schar- oder Zainhammer wurde die Anlage 1748 betrieben, im Jahr 1783 war Johann Gottlieb Viehweg Besitzer, seine Familie hatte auch das Eigentum an dem Zeller Hammer in Aue (Sachsen). Nach dem Niedergang der Erzförderung in Hartmannsdorf und der Kirchberger Umgebung wurde 1830 aus dem Hammerwerk eine Schafwollspinnerei mit 300 Spindeln, die 1875 abbrannte. Seit 1887 wurde wieder die Wasserkraft genutzt – für eine Wattefabrik, aus der eine Wollreisserei und schließlich eine Steppdeckenfabrik hervorging. An den Erzbergbau erinnert ein vor der ehemaligen Hammerschänke aufgestellter Hunt. Die Tafel an der Seite informiert: „1310 Kupfer- und Silberfunde im Hohenforst, 1420 Eisenerzabbau in der Ortslage, 1540 Wasserräder treiben Hammerwerk und Mühlen an. 1948 vergebliche Suche der Wismut nach Uranerz“.
Ende des 20. und zu Beginn des 21. Jahrhunderts ist die Wirtschaft in Hartmannsdorf von Handwerk, Handel und Dienstleistung geprägt. Tiefbau- und Hochbaufirmen, Dachdecker, Natursteinwerk, Tischler, Innenausbau, Drechsler, Raumausstatter sind dem Bau und Handwerk zuzurechnen. Ein Forstbetrieb, eine Bürstenhölzerfabrik und eine Spedition, ergänzt um einen Autoteilehandel, sind vorhanden. Firmen für Messtechnik, Regeltechnik, Metallbau und die Reparatur von Armaturen sowie der Handel mit Schulbedarf, Geschenkartikeln und ein Fotostudio ergänzen das Angebot. Gaststätten, Hotel, Pension, Reiterhof und Handel mit Reitsportzubehör machen Ferien in Hartmannsdorf und Giegengrün möglich.

### Bildung

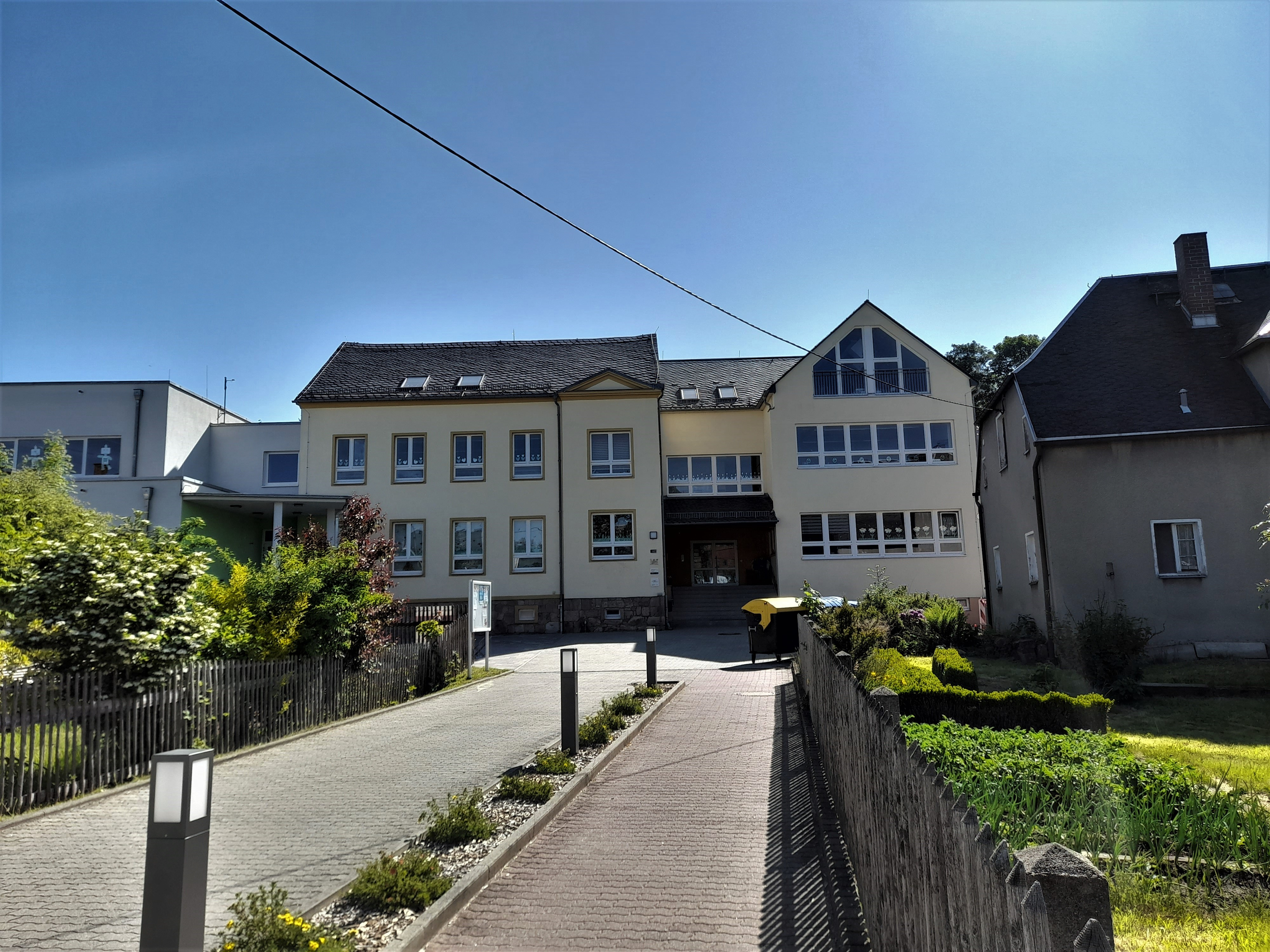
Grundschule in Hartmannsdorf

In Hartmannsdorf existiert eine Grundschule. Die weiterführenden Schulen liegen im benachbarten Kirchberg.

### Eisenbahn
Von 1893 bis 1970 verlief durch Hartmannsdorf Sachsens älteste und längste Schmalspurstrecke, die Schmalspurbahn Wilkau-Haßlau–Carlsfeld. Im Ort gab es die Haltestellen Hartmannsdorf b Saupersdorf und Oberhartmannsdorf (Sachs). Während von der Station Hartmannsdorf nur noch die Fundamente übrig geblieben sind, existiert am Standort der Station Oberhartmannsdorf, die allerdings schon in Bärenwalde liegt, noch die hölzerne Wartehalle.

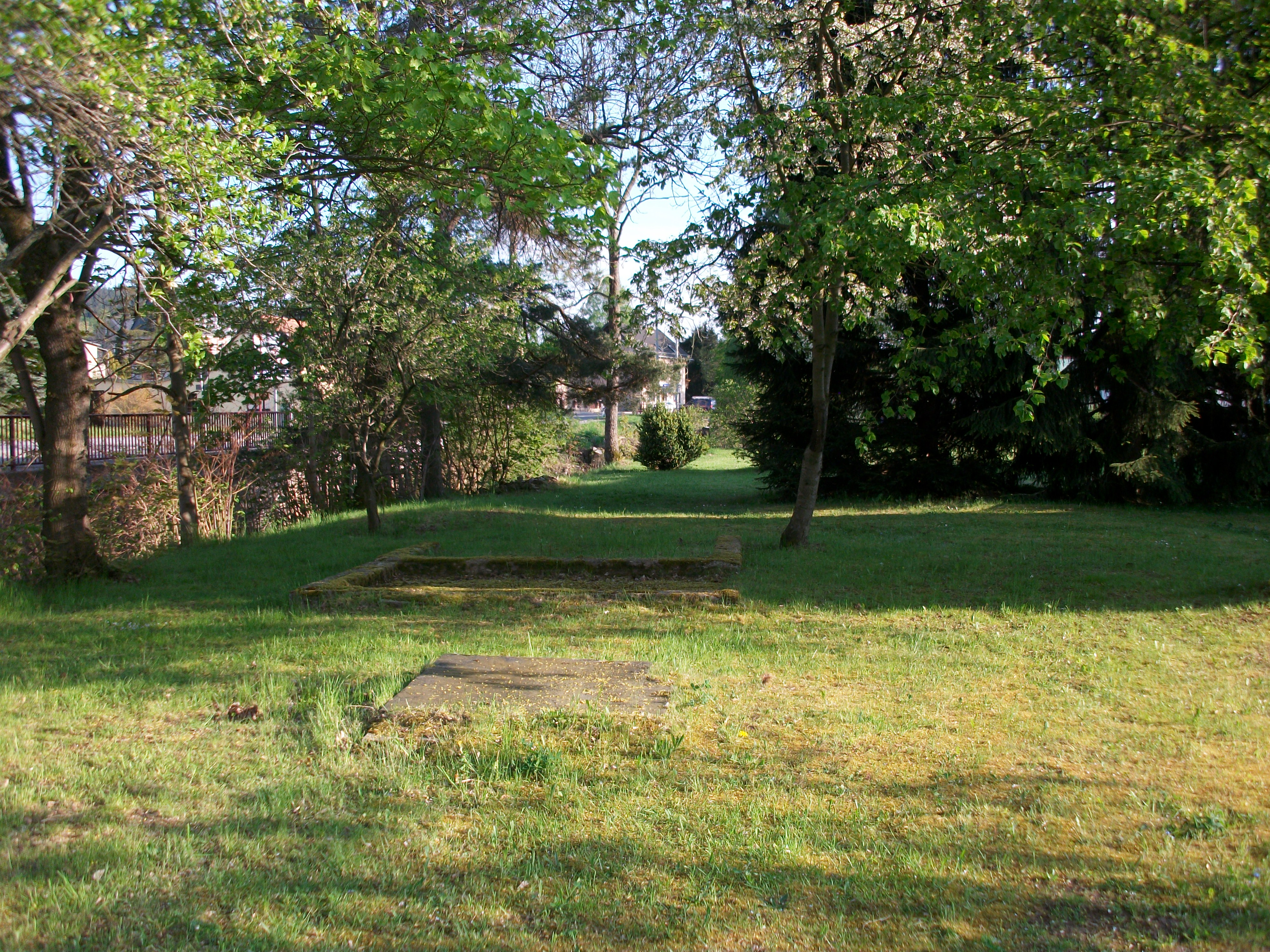
Früherer Haltepunkt Hartmannsdorf: Fundamente von Wartehalle und Toilette (Zustand 2016)
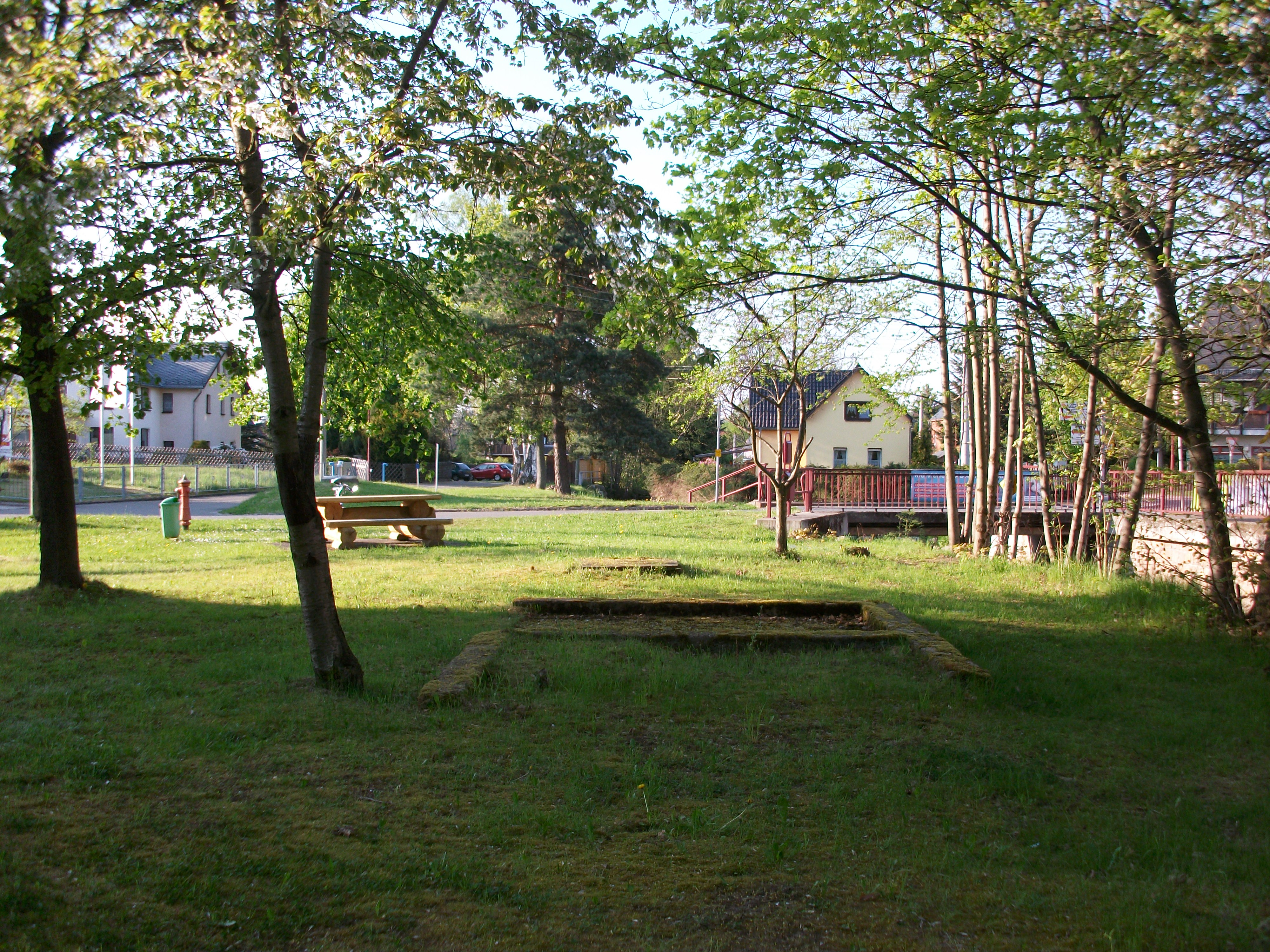
Reste des Haltepunkts: Fundamente neben dem Rödelbach (Zustand 2016)
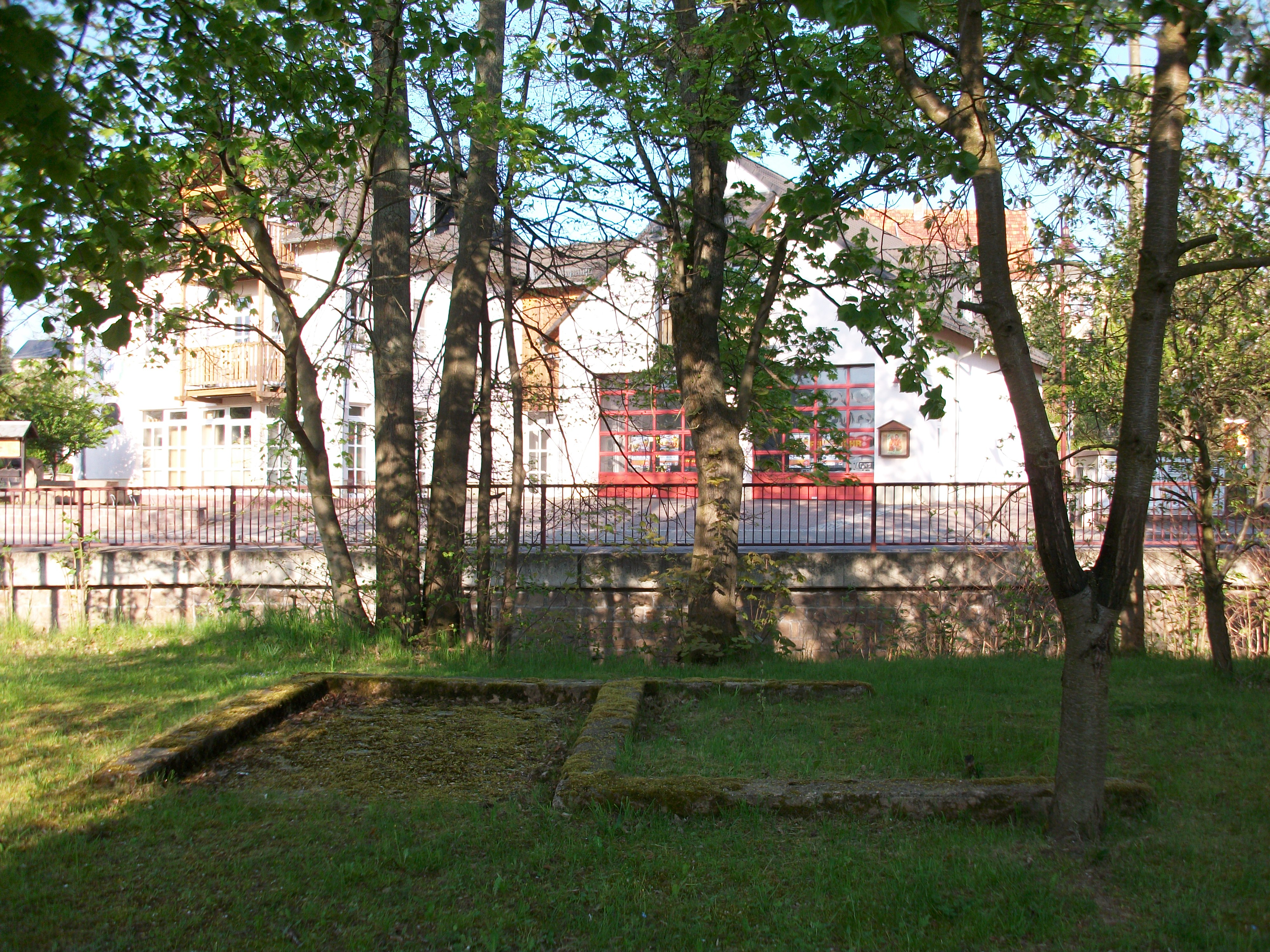
Reste des Haltepunkts: Fundamente, dahinter der Rödelbach (Zustand 2016)
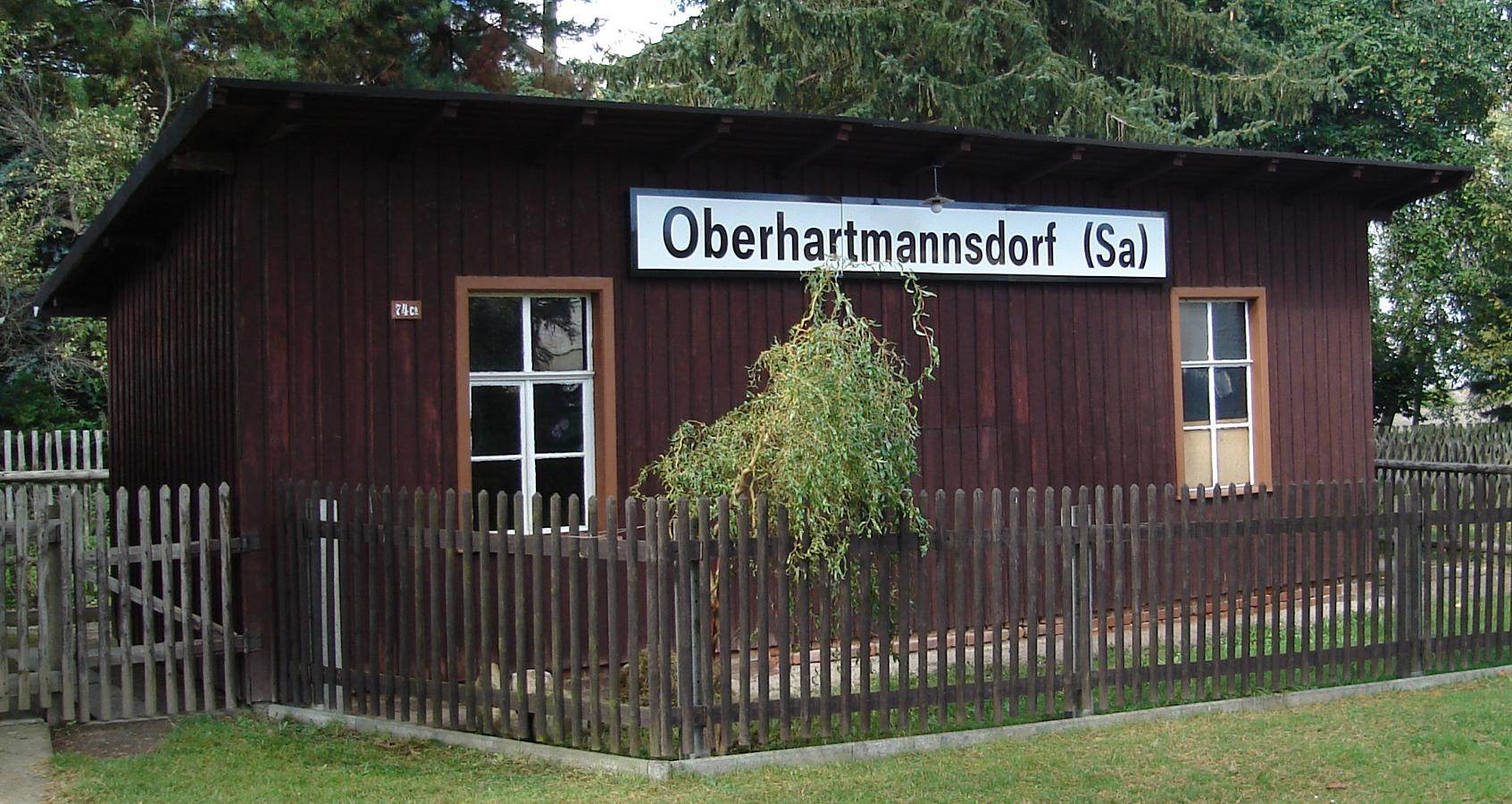
Frühere Haltestelle Oberhartmannsdorf (Zustand 2011)